# Educación en derechos humanos
La educación en derechos humanos es una herramienta para lograr cambios sociales. Se trata de un proceso de aprendizaje en el cual se ponen en juego los valores de la persona, teniendo en cuenta el respeto propio y para con el otro. Es una práctica que promueve la autoestima y el enriquecimiento personal mediante valores de paz, tolerancia y respeto. Se trata de una educación que tiene como eje principal la formación de la persona.
El artículo 26.2 de la Declaración Universal de los Derechos Humanos recomienda a los Estados incluir la Educación en Derechos Humanos: «La educación tendrá por objeto el pleno desarrollo de la personalidad humana y el fortalecimiento del respeto a los derechos humanos y a las libertades fundamentales, debe promover la comprensión, la tolerancia y la amistad entre todas las naciones y grupos étnicos o religiosos, y debe fomentar las actividades de las Naciones Unidas para el mantenimiento de la paz».
Por su parte la Amnistía Internacional expresa que «La educación en derechos humanos se ocupa, entre otras cosas, de informar sobre los instrumentos internacionales de derechos humanos, su objetivo es dar a conocer a las personas las normas legales que existen, su contenido y categoría jurídica. Pero la educación en derechos humanos no se limita a impartir conocimientos sobre derechos humanos. Fundamentalmente trata de cambiar actitudes y comportamientos y desarrollar en las personas nuevas actitudes que les permitan pasar a la acción».
Educar es ir más allá de transmitir información, se trata de impulsar un cambio en el otro. Cuando se habla de educar en derechos humanos es indispensable que las personas comprendan la necesidad de defenderlos. En este sentido Rosa María Mujica sostiene que «Es el desafío de ser más humanos. Educar sería en este sentido el intento de transmitir y adquirir actitudes que encarnan la utopía de los derechos humanos».
Es importante decir que la primera exigencia fundamental es que "la educación es, antes de todo, un derecho humano, un derecho sin lo cual no hay ejercicio de otros derechos", como dijo la 
educadora brasileña Flávia Schilling.
Se recomienda un texto auto-formativo dirigido a docentes realizado por la UNESCO que tiene como objetivo primordial convertirse en una herramienta que promueva la educación en y para los Derechos Humanos 

## Educar en y para los derechos humanos
Para poder enseñarlos es importante partir desde problemáticas que formen parte de la realidad cotidiana de las personas. En este sentido podemos referir a Carola Carazzone quien entiende que la educación en derechos humanos no se limita a solo dar a conocer los derechos humanos, sino que debe haber una educación PARA los derechos humanos, esto es que tengan una finalidad de acción, que sean inductores de compromiso, de solidaridad y de acción.
Rector mayor en el Comentario al Aguinaldo 2008 escribió que la educación en derechos humanos tiene que comprender al menos tres dimensiones:
- Una dimensión cognitiva (conocer) pensar críticamente, conceptuar, juzgar.
- Una dimensión afectiva (probar) hacer experiencia, empatía.
- Una dimensión volitiva conductual activa

Los Derechos Humanos no se imponen, sino que se construyen con base en el diálogo, la confrontación y la reelaboración personal. 
***Educación y violencia simbólica en el contexto laboral***
En los últimos años la violencia se expresa de muchas maneras, una de la que va tomando más fuerza en tono desmoralizarte, y descalificarte, principalmente es las instituciones escolares, esta problemática esa francamente abordarte, quien defiende a los docentes cuando te hacen bullying, ¿el Estado debe amparar a los formadores, para garantizar el mejor rendimiento laboral, deben los gremios proveer apoyo psicológico para sus docentes, o fomentar el trabajo de equipo a través de Gestores o Couching